# Anachalcos cupreus
Anachalcos cupreus là một loài bọ cánh cứng trong họ Bọ hung (Scarabaeidae).